# Biswanath
Biswanath ist ein Distrikt im indischen Bundesstaat Assam. Sitz der Verwaltung ist Biswanath Chariali.

## Geografie
Der Distrikt liegt im Westen von Assam. Er grenzt im Norden an den indischen Bundesstaat Arunachal Pradesh, im Osten an die Distrikte Lakhimpur und Majuli, im Süden an die Distrikte Golaghat und Nagaon sowie im Westen an den Distrikt Sonitpur.
Der Distrikts liegt überwiegend in der Tiefebene von Assam. Ganz im Norden des Distrikts sind Ausläufer der Vorgebirge des Himalaya. Die Fläche beträgt 1795 km².

## Geschichte
Der Distrikt wurde 2015 aus Teilen des Distrikts Sonitpur geschaffen. Damals spalteten sich die Subdivisionen Biswanath, Gohpur und Helem vom Distrikt Sonitpur ab und bildeten den neuen Distrikt Biswanath.

## Bevölkerung
Nach der Volkszählung 2011 hat der Distrikt Biswanath 612.491 Einwohner. Bei 344 Einwohnern pro Quadratkilometer ist der Distrikt sehr dicht besiedelt. Der Distrikt ist dennoch ländlich geprägt. Von den 612.491 Bewohnern wohnen 581.123 Personen (94,88 %) auf dem Land und 31.368 Menschen in städtischen Gemeinden.
Der Distrikt Biswanath gehört zu den Gebieten Indiens, die von einer bedeutenden Anzahl von Angehörigen der „Stammesbevölkerung“ (scheduled tribes) besiedelt sind. Zu ihnen gehörten (2011) 93.174 Personen (15,21 Prozent der Distriktsbevölkerung). Es gibt zudem 43.763 Dalits (scheduled castes) (7,15 Prozent der Distriktsbevölkerung) im Distrikt.

### Bevölkerungsentwicklung
Wie überall in Indien wächst die Einwohnerzahl im Distrikt Biswanath seit Jahrzehnten stark an. Die Zunahme betrug in den Jahren 2001–2011 13,7 Prozent (13,66 %). In diesen zehn Jahren nahm die Bevölkerung um über 73.000 Menschen zu. Die Entwicklung verdeutlicht folgende Tabelle:

### Bedeutende Orte
Im Distrikt gibt es mit dem Distriktshauptort Biswanath Chariali und Gohpur nur zwei Städte.

### Bevölkerung des Distrikts nach Geschlecht
Der Distrikt hatte 2011 – für Indien üblich – mehr männliche als weibliche Einwohner. Allerdings war das Verhältnis beider Geschlechter viel ausgeglichener als in anderen Regionen Indiens. Von der gesamten Einwohnerschaft von 612.491 Personen waren 311.234 (50,81 Prozent der Bevölkerung) männlichen und 301.257 weiblichen Geschlechts. Bei den jüngsten Bewohnern (88.453 Personen unter 7 Jahren) sind 44.988 Personen (50,86 %) männlichen und 43.465 Personen (49,59 %) weiblichen Geschlechts.

### Bevölkerung des Distrikts nach Sprachen
Die Bevölkerung des Distrikts Biswanath ist sprachlich gemischt. Assami ist verbreitetste Sprache. Hauptsprache ist sie für 53.617 Personen (44,01 Prozent der Bewohner) in der Subdivision Gohpur. In der Subdivision Helem sprechen 46.192 Menschen (32,07 Prozent der Bewohner) und in der Subdivision Biswanath 108.804 Menschen (31,39 Prozent der Bewohner) Assami. An 2. Stelle liegt die Hindisprache Sadan/Sadri. Es folgen Bengali, Nepali, Bodo, Miri/Mikir und Odia mit jeweils mehr als 40.000 Sprechern. Die weitverbreitetsten Sprachen zeigt die folgende Tabelle:
| Jahr                                   | Assami  | Assami | Sadan/Sadri | Sadan/Sadri | Bengali | Bengali | Nepali | Nepali | Bodo   | Bodo | Miri   | Miri | Odia   | Odia | Munda  | Munda | Karbi  | Karbi | Hindi  | Hindi | Total   | Total    |
| Jahr                                   | Zahl    | %      | Zahl        | %           | Zahl    | %       | Zahl   | %      | Zahl   | %    | Zahl   | %    | Zahl   | %    | Zahl   | %     | Zahl   | %     | Zahl   | %     | Zahl    | %        |
| -------------------------------------- | ------- | ------ | ----------- | ----------- | ------- | ------- | ------ | ------ | ------ | ---- | ------ | ---- | ------ | ---- | ------ | ----- | ------ | ----- | ------ | ----- | ------- | -------- |
| 2011                                   | 208.613 | 34,06  | 83.021      | 13,55       | 52.404  | 8,56    | 48.550 | 7,93   | 44.281 | 7,23 | 43.416 | 7,09 | 41.196 | 6,73 | 18.858 | 3,08  | 15.695 | 2,56  | 11.248 | 1,84  | 612.491 | 100,00 % |
| Quelle: Ergebnis der Volkszählung 2011 |         |        |             |             |         |         |        |        |        |      |        |      |        |      |        |       |        |       |        |       |         |          |

### Bevölkerung des Distrikts nach Bekenntnissen
Die Hindus sind die klare Bevölkerungsmehrheit. In den beiden Subdivisionen Gohpur (94,70 Prozent Hindus) und Helem (83,59 Prozent Hindus) gibt es eine deutliche Überzahl an Hindus.
Eine bedeutende muslimische Minderheit gibt es in der Subdivision Biswanath (48.034 Personen; 13,86 Prozent der Bevölkerung). Bedeutende christliche Minderheiten gibt es in den Subdivisionen Biswanath (17.516 Personen; 5,05 Prozent der Bevölkerung) und Helem (19.312 Personen; 13,41 Prozent der Bevölkerung). Die genaue religiöse Zusammensetzung der Bevölkerung zeigt folgende Tabelle:
| Jahr                                   | Buddhisten | Buddhisten | Christen | Christen | Hindus  | Hindus | Jainas | Jainas | Muslime | Muslime | Sikhs | Sikhs | Andere | Andere | keine Angaben | keine Angaben | Total   | Total    |
| Jahr                                   | Zahl       | %          | Zahl     | %        | Zahl    | %      | Zahl   | %      | Zahl    | %       | Zahl  | %     | Zahl   | %      | Zahl          | %             | Zahl    | %        |
| -------------------------------------- | ---------- | ---------- | -------- | -------- | ------- | ------ | ------ | ------ | ------- | ------- | ----- | ----- | ------ | ------ | ------------- | ------------- | ------- | -------- |
| 2011                                   | 2.224      | 0,36       | 42.392   | 6,92     | 514.259 | 83,96  | 168    | 0,03   | 52.155  | 8,52    | 286   | 0,05  | 110    | 0,02   | 897           | 0,15          | 612.491 | 100,00 % |
| Quelle: Ergebnis der Volkszählung 2011 |            |            |          |          |         |        |        |        |         |         |       |       |        |        |               |               |         |          |

## Bildung
Dank bedeutender Anstrengungen steigt die Alphabetisierung. Sie ist dennoch tief, da nur knapp 63 Prozent der Einwohner lesen und schreiben können. Im städtischen Bereich können immerhin über 89 Prozent lesen und schreiben. Auf dem Land dagegen sind nur knapp 65 Prozent. Typisch für indische Verhältnisse sind die starken Unterschiede zwischen den Geschlechtern und der Stadt-/Landbevölkerung.
| Alphabetisierung im Distrikt Biswanath |                   |                   |
| Einheit                                | Volkszählung 2011 | Volkszählung 2011 |
| Einheit                                | Anzahl            | Anteil            |
| GESAMT                                 | 339.155           | 64,72 %           |
| Männer                                 | 190.983           | 71,73 %           |
| Frauen                                 | 148.172           | 57,48 %           |
| STADT GESAMT                           | 25.178            | 89,20 %           |
| Stadt-Männer                           | 13.296            | 92,29 %           |
| Stadt-Frauen                           | 11.882            | 85,96 %           |
| LAND GESAMT                            | 313.977           | 63,33 %           |
| Land-Männer                            | 177.687           | 70,56 %           |
| Land-Frauen                            | 136.290           | 55,86 %           |
| Quelle: Ergebnis der Volkszählung 2011 |                   |                   |

## Verwaltungsgliederung
Der Distrikt war bei der letzten Volkszählung 2011 in drei Subdivisionen (innerhalb des Distrikts Sonitpur) aufgeteilt.
| Bevölkerung in den Subdivisionen |           |           |         |         |         |         |
|                                  | Biswanath | Biswanath | Gohpur  | Gohpur  | Helem   | Helem   |
| Anzahl                           | Anteil    | Anzahl    | Anteil  | Anzahl  | Anteil  |         |
| GESAMT                           | 346.624   | 100 %     | 121.830 | 100 %   | 144.037 | 100 %   |
| Männer                           | 176.434   | 50,90 %   | 62.000  | 50,89 % | 72.800  | 50,54 % |
| Frauen                           | 170.190   | 49,10 %   | 59.830  | 49,11 % | 71.237  | 49,46 % |
| Stadt                            | 19.145    | 5,52 %    | 8.038   | 6,60 %  | 4.185   | 2,91 %  |
| Land                             | 327.479   | 94,48 %   | 113.792 | 93,40 % | 139.852 | 97,09 % |

## Wirtschaft
Die Landwirtschaft ist die dominante Wirtschaftsform in dieser wenig urbanisierten Region. Hauptanbauprodukte sind Reis, Jute, Zuckerrohr, Kartoffeln, Raps, Tee, Rote Linsen, Weizen und Senfkorn. Daneben wird noch Tabak angepflanzt. Beim Gemüseanbau dominieren Aubergine, Kohl, Blumenkohl, Okra, Zwiebeln, Papaya, Süßkartoffeln und Tomaten. Unter den Früchten sind Kokosnüsse, Bananen, Ananas, Jackfrucht, Guaven, Litschi, Zitronen, Orangen und Mangos die meist angebauten Sorten.
Daneben spielt die Tierhaltung eine bedeutende Rolle. Rinder und Ziegen sind die meistgehaltenen Haustiere. Zudem halten die Bauern Büffel, Schafe, Pferde, Schweine, Hühner und Enten.
Die insgesamt 254.049 Beschäftigten gliedern sich in 177.361 Hauptbeschäftigte/Vollzeitarbeitende und 76.688 Gelegenheitsarbeitende/geringfügig Beschäftigte auf. Beruflich sind 95.543 Personen oder 37,61 % Bauern und Bäuerinnen, 40.672 Personen oder 16,01 % Angestellte in der Landwirtschaft (Knechte, Mägde, Wanderarbeiter und Wanderarbeiterinnen), 6.973 Personen oder 2,74 % in Heimarbeit/im lokalen Kleingewerbe und 110.861 Personen oder 43,64 % in anderen Berufen tätig (Gewerbe, Handel, Dienstleistungsberufe, Industriebeschäftigte, Haushaltsangestellte etc.). Nebst der Landwirtschaft ist auch die Forstwirtschaft von erheblicher Bedeutung.
Von den Erwerbstätigen sind 378.033 Männer und 95.192 Frauen. Nur 39.771 Frauen oder 5,70 % der weiblichen Bevölkerung arbeiten als Hauptbeschäftigte/Vollzeitarbeitende. Bei den Hauptbeschäftigten/Vollzeitarbeitenden sind 331.971 Personen oder 89,25 % männlich.